# Александар Островски
Александар Николајевич Островски (рус. Алексáндр Николáевич Острóвский; Москва, 12. април 1823 — Шчеликово, 14. јун 1886) био је истакнути руски писац и драматург, чија дела спадају у најважнију етапу развоја руског позоришта.

## Младост
Детињство је провео у московском трговачком предграђу. Неко време је био чиновник на суду, што му је помогло да упозна јунаке својих драма. Написао је око 50 позоришних комада, а највећи део рада посветио је приказивању „мрачног царства“ патријархалног трговачког сталежа. Богати трговци и њихов морал, невоље покрајинских глумаца, пословни људи који стичу углед „паметним новцем“, пропадање племства и варљива идиличност живота у провинцији, све је то обухватио у своме драмском делу.

## Стваралаштво
Писао је позоришне комаде и историјске драме, у којима је идеализовао руску историју. Служећи се фолклором, написао је „Нови мит у поетском облику“, „Пролећну бајку“, „Снежана“. Као драмски писац, преводилац класика, позоришни радник означио је читаву епоху у развоју руског театра. Створио је реалистички национални репертоар руског позоришта.

### Дела
- Сиромаштво није порок (рус. Бедность не порок, 1853)
- Уносно место (рус. Доходное место, 1857)
- Олуја (рус. Гроза, 1859)
- Шума (1871)
- Снежана (рус. Снегурочка, 1873)
- Вуци и овце (рус. Волки и овцы, 1875)
- Девојка без мираза (рус. Бесприданница, 1878)
- Таленти и обожаватељи (рус. Таланты и поклонники, 1881)
- Без кривње криви (рус. Без вины виноватые, 1883)